# Mas-Saintes-Puelles
Mas-Saintes-Puelles település Franciaországban, Aude megyében. Lakosainak száma 937 fő (2022. január 1.). Mas-Saintes-Puelles Baraigne, Castelnaudary, Cumiès, Labastide-d’Anjou, Molleville, Montauriol, Payra-sur-l’Hers, Ricaud és Villeneuve-la-Comptal községekkel határos.

## Népesség
A település népességének változása:
| Lakosok száma | 682  | 640  | 720  | 876  | 900  | 911  | 922  | 927  | 929  | 937  |
|               | 1968 | 1982 | 1990 | 2006 | 2013 | 2015 | 2017 | 2019 | 2020 | 2022 |